# Anders Behring Breivik
Anders Behring Breivik, norveški množični morilec, * 13. februar 1979, Oslo, Norveška.
Breivik je norveški državljan, skrajni desničar, ki je 22. julija 2011 izvedel napada na Norveškem leta 2011, v katerih je bilo ubitih 77 ljudi, pretežno mladih, pripadnikov politične levice, članov Lige delavske mladine (AUF), ki so bili na poletnem taboru na otoku Utøya. Pred izvedbo napadov, na katere naj bi se pripravljal dve leti, je na spletnem portalu YouTube objavil videoposnetke, v katerih je pozival konservativce, da »sprejmejo mučeništvo«, pod psevdonimom Andrew Berwick pa je na spletu objavil tudi v angleščini napisan manifest 2083 – A European Declaration of Independence, v katerem je na več kot 1500 straneh podrobno pojasnil svoja idejno-nazorska stališča.
V zaporu naj bi Breivik med drugim zahteval dostop do lastnega računalnika ter do svojega na spletu objavljenega manifesta in spletne enciklopedije Wikipedije.
24. avgusta 2012 je bil na okrožnem sodišču v Oslu spoznan za prištevnega in krivega napadov ter obsojen na 21-letno zaporno kazen z možnostjo podaljšanja, kar je najdaljša možna kazen na Norveškem.